# Maur Due & Lichter
Maur Due & Lichter ist eine österreichische Band aus Wien. Im Jahr 2012 war die Band für den FM4 Award, der im Rahmen des Amadeus Austrian Music Award verliehen wird, nominiert.

## Diskografie
Alben
- 2011: Another Day (LasVegas Records)
- 2013: This Night Was Meant to Stay (LasVegas Records)